# Pave Benedikt 16.
Benedikt 16. (Latin: Benedictus XVI; født Joseph Alois Ratzinger, 16. april 1927 - 31. december 2022), var pave emeritus og tjente som pave nr. 265 i paverækken. Den 19. april 2005 blev han valgt til pave af konklavet og den 24. april afholdtes den pavelige indvielsesmesse. Benedikt 16. valgte at abdicere den 28. februar 2013. Han boede herefter i klosteret Mater Ecclesiae bag Peterskirken. Han var den første pave siden 1415, der har forladt posten inden sin død. Benedikt 16. blev efterfulgt af pave Frans den 13. marts 2013. Han valgte at blive tiltalt som "pave emeritus", efter han trådte tilbage.

## Liv og karriere
Ratzinger blev født i Marktl am Inn i Bayern som søn af en politimand, der gik på pension i 1937, hvorefter familien flyttede til byen Traunstein. I 1941 blev den da 14-årige Ratzinger medlem af Hitlerjugend. To år senere blev han sammen med resten af sin klasse indkaldt til antiluftskytskorpset og sat til at beskytte en BMW-fabrik udenfor München. Herefter modtog han grundtræning som infanterist og blev udstationeret i Ungarn, indtil han i april 1944 deserterede. Da han blev udkommanderet til tjeneste i Waffen SS, undslap han efter eget udsagn kun ved at meddele, at han gik med planer om at uddanne sig til katolsk præst. I sine erindringer skriver Günther Grass, at han ved krigens slutning blev såret af en granatsplint og endte i den amerikanske krigsfangelejr Bad Aibling, hvor han fik en nær ven i en genert 17-årig, der betroede ham sin drøm om at blive noget stort indenfor den katolske kirke. Det var den senere pave Benedikt.
Efter løsladelsen herfra i juni 1945 lod Joseph og hans ældre bror Georg Ratzinger sig indskrive på et katolsk seminarium. Georg Ratzinger blev senere bebrejdet for at have ignoreret mishandling af og seksuelle overgreb mod mindst 547 medlemmer af det katolske drengekor i Regensburg, han havde ansvar for gennem 30 år.
29. juni 1951 blev de to brødre ordineret af kardinal Michael von Faulhaber, der var ærkebiskop af München og Freising. 1959-1963 fungerede Joseph Ratzinger som professor ved universitetet i Bonn, 1963-1966 ved universitetet i Münster, 1966-1969 i en stilling i dogmatik ved universitetet i Tübingen og herefter ved universitetet i Regensburg. Ved det 2. Vatikankoncil (1962-1965) var Ratzinger teologisk ekspertrådgiver, peritus, for kardinal Joseph Frings fra Köln.
I marts 1977 blev Ratzinger ærkebiskop af München og Freising og i juni samme år udnævnt til kardinal af pave Paul 6. Han blev en af pave Johannes Paul 2.'s nærmeste medarbejdere og fremstod ved dennes død som en af de mest oplagte kandidater til det ledige paveembede.
Den 19. april 2005 kort før kl. 18 lokal tid, i konklavets fjerde stemmerunde, havde man valgt Ratzinger til ny pave. Kl. 18:42 trådte kardinal Jorge Arturo Medina Estevez frem og meddelte valget.
I 1991 blev den daværende kardinal ramt af en hjerneblødning, men led ikke efterfølgende af alvorlige helbredsmæssige problemer. Han gav dog selv udtryk for, at han regnede med en kort embedsperiode, og valget af navnet Benedikt hentyder muligvis også til dette. Den sidste pave med navnet, Benedikt 15., var kun pave i en relativt kort periode 1914-1922.
Benedikt 16. kunne godt lide klassisk musik og var kendt for at være en stor katteelsker.
Den 11. februar 2013 bekræftede Vatikanet, at Benedikt 16. kom til at abdicere den 28. februar 2013 kl. 20:00 grundet sin fremskredne alder. Den sidste pave, der valgte at træde tilbage, var pave Gregor 12., der gik af i 1415 for at afslutte det det vestlige skisma, hvor tre paver samtidig gjorde krav på kirkens øverste embede.
Efter sin fratræden som pave d. 28. februar 2013 blev det besluttet, at Joseph Ratzinger beholdt sit pavenavn Benedikt 16. Herefter kunne han bl.a. tituleres som Pontifex emeritus, pave emeritus eller som biskop emeritus af Rom.

## Pavens våbenskjold
Pave Benedikts 16.'s våbenskjold blev offentliggjort 28. april 2005. Det har følgende symboler i sin heraldiske opbygning:
- De korslagte nøgler symboliserer den magt, Kristus gav apostlen Peter og hans efterfølgere. Guldnøglen symboliserer magten i himlen, sølvnøglen den åndelige autoritet på Jorden.
- Mitraen (bispehuen) øverst erstatter tidligere pavers tiara (tredobbelt pavekrone).
- Palliet nederst med sorte kors er et uldbånd, som ærkebiskopper bærer under messen.
- Skjoldet er opdelt i tre felter.
  - Det centrale røde felt har en muslingeskal, en såkaldt ibskal, tegnet på at man har valfartet til apostelen Jakobs grav i Santiago de Compostela, og viser samtidig hen til legenden om kirkefaderen Augustin, der så en lille dreng, som forsøgte at tømme havet med en muslingeskal.
  - Det gule felt til højre (billedets venstre side) viser en mørkhudet morian, der stammer fra det gamle bispedømme Freising som udtryk for kirkens universalitet, der ikke kender til nogen forskelle i klasse eller race.
  - Det gule felt til venstre (billedets højre side) viser en bjørn med oppakning. Den symboliserer den bayerske legende om biskop Corbinian fra det 8. århundrede, der på en rejse til Rom blev overfaldet af en bjørn. Bjørnen dræbte Corbinians hest, og blev straffet ved på mirakuløst vis at blive tvunget til at bære bispens bagage hele vejen til Rom. Om dette symbol har Joseph Ratzinger selv blandt andet sagt: "Jeg har båret min oppakning til Rom..."